# Rômulo (silenciário)
Rômulo (em latim: Romulus) foi um romano do século VI que serviu na corte de Ravena do rei ostrogótico Vitige (r. 536–540) em 540 como silenciário. É mencionado como uma das testemunhas de uma escritura de compra de terras por Montano.